# Filar ochronny
Filar ochronny – jest to część obszaru górniczego, w którym zabronione są wszelkie roboty górnicze. Zadaniem filara ochronnego jest zabezpieczenie obiektów technicznych (na powierzchni i pod ziemią) przed negatywnym wpływem eksploatacji górniczej. Decyzję o ustanowieniu filaru ochronnego nadaje OUG (Okręgowy Urząd Górniczy).